# N.W.A
N.W.A (Niggaz Wit Attitudes) е първата гангста рап група, била активна в края втората половина на 80-те и началото на 90-те години на миналия век. В пълен състав групата се състои от: Доктор Дре, Айс Кюб, Ийзи-И, MC Ren и DJ Yella, като в продукциите им имат намеса и други изпълнители (The D.O.C., Arabian Prince и др.) Като цяло групата от Compton (Los Angeles) създава стила gangsta rap, с песента Straight Outta Compton, която същевременно силно популизира рапа, като освен това развива рапа изцяло и дава начален тласък на самостоятелните кариери на членовете ѝ, които се оказват доста успешни. Ruthless Records, основан от Eazy-E, става неин лейбъл.

## История на групата
През 1987 г. излиза първият албум: N.W.A. And The Posse, който събира всички записи на изпълнителите от групата с песни на други изпълнители, близки на N.W.A, като се отличава Fila Fresh Crew (от където е The D.O.C.), чиито са повечето песни.
През 1988 г. изгрява звездата на N.W.A с албума Straight Outta Compton. Албумът е тотален хит в ъндърграунд музиката, налага тежък език, както и тъмната страна на живота в USA. Песента Fuck Tha Police носи на N.W.A определението „The world's most dangerous group“ и става обект на критика от страна на властите, както и на слава, разбира се. Биват предупредени от ФБР с писмо да внимават какво пеят в следващите си песни.
С големите успехи идват и големите проблеми. Започват противоречия в групата, свързани предимно с разпределението на печалбите. Ice Cube обвинява Eazy-E в кражба на голяма част от приходите и напуска групата, започвайки солова кариера.
През 1990 г. излиза EP-то 100 Miles And Runnin, където вече Ice Cube не присъства.
Година по-късно, през 1991 г. е пуснат и албумът, оказал се последен: Efil4Zaggin (Niggaz4Life), вече с малко по-различно звучене, но с типичния N.W.A стил. Покрай този албум Dr. Dre започва да изживява себе си повече като продуцент, отколкото като MC, което е и важен фактор в по-нататъшната му кариера.
Впоследствие Dr. Dre осъзнава, че твърденията на Ice Cube са били основателни, стига се до конфликт, който води до разпадането на N.W.A. Започва вражда между Dr. Dre и Eazy-E, която приключва едва малко преди смъртта на последния.
Започват самостоятелните кариери: Eazy-E започва да записва за собствения си лейбъл, а MC Ren и DJ Yella също остават верни на Ruthless. Dr. Dre основава легендарния Death Row Records заедно със Suge Knight, а Ice Cube продължава, още по-успешно кариерата си.